# Uhlmannia singularis
Uhlmannia singularis är en insektsart som först beskrevs av Carl Julius Bernhard Börner 1950.  Uhlmannia singularis ingår i släktet Uhlmannia och familjen långrörsbladlöss. Inga underarter finns listade i Catalogue of Life.